# 西福寺 (西宮市)
西福寺（さいふくじ）は、兵庫県西宮市西福町にある浄土真宗本願寺派の寺院。山号は東門山。本尊は阿弥陀如来。

## 概要
開基は天正8年（1580年）。当寺は、全日本仏教会理事長、浄土真宗本願寺派総長、龍谷大学理事長等を務めた豊原大成の自坊である。

## 周辺
- 神明八幡神社

## 交通
- 東海道本線・西宮駅
- 阪急神戸本線・西宮北口駅